# Томми Хансен
Томми Хансен (чеш. Tommy Hansen, настоящее имя Филип Тройовский, чеш. Filip Trojovský; род. 16 марта 1982) — чешский порноактёр и модель, известный своим участием в гей-порнофильмах.

## Биография
Томми Хансен родился 16 марта 1982 года в городе Гавиржов, Моравскосилезский край, Чехословакия. Окончил спортивный факультет Университета имени Масарика в Брно (2005). В 2005 году выиграл Открытый чемпионат Чехии по ушу-саньда в весовой категории до 80 кг, в том же году был удостоен золотой медали на Втором международном фестивале ушу в Варшаве. Участвовал также в региональных и национальных соревнованиях по гимнастике, карате, американскому футболу.
С 2001 года снимается в гей-порнофильмах компании «Bel Ami», принял участие в более чем 10 картинах.
В 2005 году принял участие в чешском реалити-шоу «Большой брат», во время которого, невольно, совершил каминг-аут. После чего его контракт со студией «Bel Ami» был разорван.
В том же 2005 году Тройовский оказался в центре публичного скандала в Германии после того, как по кастингу прошёл отбор для участия в рекламном ролике производителя молочных продуктов «Müller Milch»; ролик был выпущен, но вскоре снят с показа после того, как газета «Bild» сообщила о том, что снявшийся в нём исполнитель известен как порноактёр.

## Фильмография
- The Private Life of Brandon Manilow (2008)
- Flings 2 (2006)
- Lukas in Love (2006)
- Greek Holiday Part 1: Cruising the Aegean (2004)
- Gay Paradise: A Bel Ami Video Guide to Mykonos (2004)
- Alpine Adventure (2003)
- Julian (2003)
- Personal Trainers: Part 5 (2002)
- 101 Men Part 11 (2001)
- 101 Men Part 2 (1998)